# Neococcidencyrtus delis
Neococcidencyrtus delis är en stekelart som beskrevs av John S. Noyes 1987. Neococcidencyrtus delis ingår i släktet Neococcidencyrtus och familjen sköldlussteklar.
Artens utbredningsområde är Egypten. Inga underarter finns listade i Catalogue of Life.